# 喬·普里查德
喬·普里查德（英語：Joe Pritchard；1996年9月10日—）是一位英格蘭足球運動員。在場上司職中場。他現在效力於英格蘭甲組足球聯賽球隊艾宁顿。

## 外部連結
- Soccerway profile（页面存档备份，存于）